# Au Sable (New York)
Au Sable è un comune degli Stati Uniti d'America, situato nello Stato di New York, nella contea di Clinton.